# Liste der Kulturdenkmäler in Mudersbach
In der Liste der Kulturdenkmäler in Mudersbach sind alle Kulturdenkmäler der rheinland-pfälzischen Ortsgemeinde Mudersbach aufgelistet. Grundlage ist die Denkmalliste des Landes Rheinland-Pfalz (Stand 4. Mai 2023).

## Einzeldenkmäler
| Bezeichnung                               | Lage                                  | Baujahr                            | Beschreibung | Bild            |
| ----------------------------------------- | ------------------------------------- | ---------------------------------- | --- | --------------- |
| Wohnhaus                                  | Bahnhofstraße 12 Lage                 | 17. oder 18. Jahrhundert           | Fachwerkhaus mit Niederlass, teilweise massiv und verschiefert, 17. oder 18. Jahrhundert                        | BW              |
| Wohnhaus                                  | Bergstraße 24, Glückaufstraße 19 Lage | 17. oder 18. Jahrhundert           | stattliches Fachwerkhaus (ehemaliges Quereinhaus?), teilweise verkleidet, wohl aus dem 17. oder 18. Jahrhundert | BW              |
| Wohnhaus                                  | Glückaufstraße 3 Lage                 | 18. Jahrhundert                    | stattliches Fachwerkhaus, teilweise massiv bzw. verkleidet, 18. Jahrhundert                                     | BW              |
| Wohnhaus                                  | Hohlweg 2 Lage                        | zweite Hälfte des 19. Jahrhunderts | Wohnhaus, zweite Hälfte des 19. Jahrhunderts, teilweise verändert                                               | BW              |
| Wohnhaus                                  | Hohlweg 5 Lage                        | zweite Hälfte des 19. Jahrhunderts | Wohnhaus mit Zierverschieferung, Fachwerkgiebelseite, Fachwerknebengebäude, zweite Hälfte des 19. Jahrhunderts  | BW              |
| Wohnhaus                                  | Koblenzer Straße 59 Lage              | 1904                               | Fachwerkhaus, Zierverschieferung, bezeichnet 1904                                                               | BW              |
| Katholische Pfarrkirche Maria Himmelfahrt | Kirchweg Lage                         | 1861/62                            | neugotischer Saalbau, Architekten Spies und Vinzenz Statz, Siegen/Köln, 1861/62                                 | Fotos hochladen |
| Wohnhaus                                  | Konrad-Adenauer-Straße 29 Lage        | 17. oder 18. Jahrhundert           | Wohnstallhaus; Fachwerk, verkleidet, wohl aus dem 17. oder 18. Jahrhundert                                      | BW              |
| Wohnhaus                                  | Konrad-Adenauer-Straße 30 Lage        | 18. Jahrhundert                    | Fachwerkhaus, teilweise verschiefert, 18. Jahrhundert                                                           | BW              |